# Wilhelmine Mitterwurzer

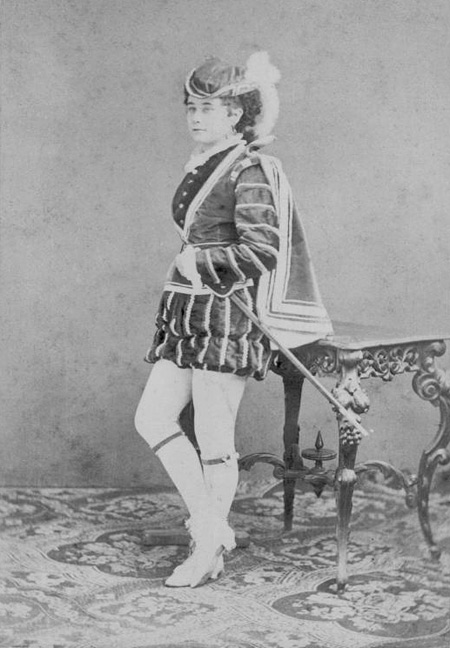
Wilhelmine Mitterwurzer

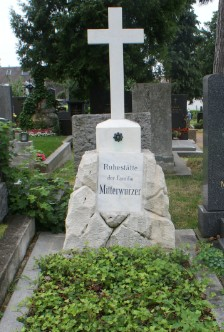
Grabstätte von Wilhelmine Mitterwurzer

Christine Wilhelmine Mitterwurzer, geborene Rennert, (* 27. März 1848 in Freiburg im Breisgau; † 3. August 1909 in Wien) war eine deutsch-österreichische Schauspielerin.
Sie war die Tochter des Schauspielerehepaares Heinrich und Katharina Rennert, 1867 heiratete sie den Schauspieler Friedrich Mitterwurzer (1844–1897).
Ohne vorher eine Schauspielausbildung erhalten zu haben, stand sie erstmals 1866 am Wallner-Theater in Berlin auf der Bühne. Anschließend war sie am Deutschen Theater in Pest und am Landestheater in Graz engagiert, ab 1869 am Stadttheater Leipzig. Von 1871 bis 1909 war sie Mitglied des Ensembles des Wiener Burgtheaters.
Sie spielte Naive, Soubretten und Charakterrollen.
Ihre letzte Ruhestätte und die ihres Mannes befindet sich in einem ehrenhalber gewidmeten Grab auf dem Grinzinger Friedhof (Gruppe 11, Reihe 3, Nummer 11) in Wien.